# Platygaster texana
Platygaster texana är en stekelart som beskrevs av Fouts 1924. Platygaster texana ingår i släktet Platygaster och familjen gallmyggesteklar. Inga underarter finns listade i Catalogue of Life.